# Campeonato Chileno de Futebol de 2024
A Primeira División do Campeonato Chileno de Futebol de 2024, oficialmente Campeonato Itaú 2024 por motivos de patrocínio, foi a 108.ª edição da principal divisão de futebol do Chile. O certame foi organizado pela Asociación Nacional de Fútbol Profesional (ANFP), entidade esportiva ligada à Federação de Futebol do Chile.
Além disso, essa temporada marca a volta de Cobreloa e de Deportes Iquique à primeira divisão. O Huachipato é o atual campeão da competição.

## Regulamento
As 16 equipes jogarão 30 partidas cada em dois turnos sob o sistema de todos contra todos. Neste torneio, será usado o sistema de pontos corridos, de acordo com a regulamentação da IFAB, dando três pontos ao vencedor, um ponto às equipes que empatarem e nenhum ponto ao perdedor.
O campeão, o vice-campeão e o terceiro colocado se classificarão para a Copa Libertadores da América de 2024, enquanto os 4º, 5º, 6º e 7º colocados ganharão uma vaga à Copa Sul-Americana de 2024. As duas equipes piores colocadas são rebaixadas para a Primera B 2024.

### Critérios de desempate
1. Pontos;
2. Saldo de gols;
3. Vitórias;
4. Gols marcados;
5. Gols marcados como visitante;
6. Cartões vermelhos;
7. Cartões amarelos;
8. Sorteio.[2]

Caso haja empate em pontos na primeira colocação, o campeão será definido em uma partida extra em campo neutro. Caso o empate em pontos seja entre mais de duas equipes, os critérios de desempate deverão ser aplicados até que haja apenas duas equipes, e estas se enfrentarão na partida extra.

## Participantes

### Ascensos e descensos
| Clube            | Promovido como                 |
| ---------------- | ------------------------------ |
| Cobreloa         | Campeão da Primera B 2023      |
| Deportes Iquique | 2º lugar e campeão da liguilla |

| Clube        | Rebaixado como              |
| ------------ | --------------------------- |
| Magallanes   | 15º na tabela geral de 2023 |
| Curicó Unido | 16º na tabela geral de 2023 |

### Informações dos clubes
| Equipe               | Cidade       | Região                    | Em 2021 | Estádio (mando)            | Capac.  | Títulos (último em) |
| -------------------- | ------------ | ------------------------- | ------- | -------------------------- | ------- | ------------------- |
| Audax Italiano       | Santiago     | Metropolitana de Santiago | 13º     | Bicentenario de La Florida | 12 000  | 4 (1957)            |
| Cobreloa             | Calama       | Antofagasta               | 1º (B)  | Zorros del Desierto        | 012 102 | 8 (2004–C)          |
| Cobresal             | El Salvador  | Atacama                   | 2º      | El Cobre                   | 11 240  | 1 (2015–C)          |
| Colo-Colo            | Santiago     | Metropolitana de Santiago | 3º      | Monumental                 | 47 000  | 33 (Atual campeão)  |
| Coquimbo Unido       | Coquimbo     | Coquimbo                  | 5º      | Francisco Sánchez Rumoroso | 18 750  | 0 (não possui)      |
| Deportes Copiapó     | Copiapó      | Atacama                   | 14º     | Luis Valenzuela Hermosilla | 8 000   | 0 (não possui)      |
| Deportes Iquique     | Iquique      | Tarapacá                  | 2º (B)  | Tierra de Campeones        | 13 849  | 0 (não possui)      |
| Everton              | Viña del Mar | Valparaíso                | 6º      | Sausalito                  | 21 000  | 4 (2008–A)          |
| Huachipato           | Talcahuano   | Bío-Bío                   | 1º      | Huachipato – CAP Acero     | 10 500  | 3 (último em 2023)  |
| Ñublense             | Chillán      | Ñuble                     | 12º     | Nelson Oyarzún Arenas      | 10 550  | 0 (não possui)      |
| O'Higgins            | Rancagua     | O'Higgins                 | 11º     | El Teniente                | 10 550  | 1 (2013–A)          |
| Palestino            | Santiago     | Metropolitana de Santiago | 4º      | Municipal de La Cisterna   | 12 000  | 2 (1978)            |
| Unión Española       | Santiago     | Metropolitana de Santiago | 10º     | Estádio Santa Laura        | 19 877  | 7 (2013–T)          |
| Unión La Calera      | La Calera    | Valparaíso                | 8º      | Nicolás Chahuán Nazar      | 09 200  | 0 (não possui)      |
| Universidad Católica | Santiago     | Metropolitana de Santiago | 7º      | San Carlos de Apoquindo    | 14 880  | 16 (2021)           |
| Universidad de Chile | Santiago     | Metropolitana de Santiago | 9º      | Estádio Nacional           | 48 665  | 18 (2017–C)         |

### Número de times por região
| N° de times | Região                    | Time(s)                                                                                           |
| ----------- | ------------------------- | ------------------------------------------------------------------------------------------------- |
| 6           | Metropolitana de Santiago | Audax Italiano, Colo-Colo, Palestino, Unión Española, Universidad Católica e Universidad de Chile |
| 2           | Atacama                   | Cobresal e Deportes Copiapó                                                                       |
| 2           | Valparaíso                | Everton e Unión La Calera                                                                         |
| 1           | Antofagasta               | Cobreloa                                                                                          |
| 1           | Bío-Bío                   | Huachipato                                                                                        |
| 1           | Coquimbo                  | Coquimbo Unido                                                                                    |
| 1           | Ñuble                     | Ñublense                                                                                          |
| 1           | O'Higgins                 | O'Higgins                                                                                         |
| 1           | Tarapacá                  | Deportes Iquique                                                                                  |

## Classificação
| Pos | Equipe               | Pts | J  | V  | E | D  | GP | GC | SG  | Classificação ou descenso                              |
| --- | -------------------- | --- | -- | -- | - | -- | -- | -- | --- | ------------------------------------------------------ |
| 1   | Colo-Colo (C)        | 67  | 30 | 21 | 4 | 5  | 49 | 21 | +28 | Fase de Grupos da Copa Libertadores da América de 2025 |
| 2   | Universidad de Chile | 65  | 30 | 19 | 8 | 3  | 53 | 24 | +29 | Fase de Grupos da Copa Libertadores da América de 2025 |
| 3   | Deportes Iquique     | 48  | 30 | 14 | 6 | 10 | 53 | 48 | +5  | 2ª Fase da Copa Libertadores da América de 2025        |
| 4   | Palestino            | 46  | 30 | 13 | 7 | 10 | 46 | 33 | +13 | 1ª Fase da Copa Sul-Americana de 2025                  |
| 5   | Universidad Católica | 46  | 30 | 13 | 7 | 10 | 44 | 34 | +10 | 1ª Fase da Copa Sul-Americana de 2025                  |
| 6   | Unión Española       | 45  | 30 | 13 | 6 | 11 | 53 | 45 | +8  | 1ª Fase da Copa Sul-Americana de 2025                  |
| 7   | Everton              | 45  | 30 | 12 | 9 | 9  | 47 | 41 | +6  | 1ª Fase da Copa Sul-Americana de 2025                  |
| 8   | Coquimbo Unido       | 45  | 30 | 12 | 9 | 9  | 37 | 34 | +3  |                                                        |
| 9   | Ñublense             | 40  | 30 | 11 | 7 | 12 | 40 | 34 | +6  |                                                        |
| 10  | Audax Italiano       | 34  | 30 | 10 | 4 | 16 | 36 | 39 | −3  |                                                        |
| 11  | Unión La Calera      | 34  | 30 | 9  | 7 | 14 | 29 | 40 | −11 |                                                        |
| 12  | Huachipato           | 34  | 30 | 9  | 7 | 14 | 28 | 44 | −16 |                                                        |
| 13  | Cobresal             | 33  | 30 | 8  | 9 | 13 | 42 | 51 | −9  |                                                        |
| 14  | O'Higgins            | 31  | 30 | 8  | 7 | 15 | 34 | 53 | −19 |                                                        |
| 15  | Cobreloa (R)         | 31  | 30 | 9  | 4 | 17 | 33 | 62 | −29 | Rebaixado para a Primera B                             |
| 16  | Deportes Copiapó (R) | 24  | 30 | 7  | 3 | 20 | 40 | 61 | −21 | Rebaixado para a Primera B                             |

## Desempenho
Clubes que lideraram o campeonato ao final de cada rodada:
| Rodadas | Rodadas | Rodadas | Rodadas | Rodadas | Rodadas | Rodadas | Rodadas | Rodadas | Rodadas | Rodadas | Rodadas | Rodadas | Rodadas | Rodadas | Rodadas | Rodadas | Rodadas | Rodadas | Rodadas | Rodadas | Rodadas | Rodadas | Rodadas | Rodadas | Rodadas | Rodadas | Rodadas | Rodadas | Rodadas |
| ------- | ------- | ------- | ------- | ------- | ------- | ------- | ------- | ------- | ------- | ------- | ------- | ------- | ------- | ------- | ------- | ------- | ------- | ------- | ------- | ------- | ------- | ------- | ------- | ------- | ------- | ------- | ------- | ------- | ------- |
| 1       | 2       | 3       | 4       | 5       | 6       | 7       | 8       | 9       | 10      | 11      | 12      | 13      | 14      | 15      | 16      | 17      | 18      | 19      | 20      | 21      | 22      | 23      | 24      | 25      | 26      | 27      | 28      | 29      | 30      |
| CC      | OHI     | OHI     | IQQ     | IQQ     | IQQ     | UCH     | UCH     | UCH     | UCH     | UCH     | UCH     | UCH     | UCH     | UCH     | COQ     | COQ     | UCH     | UCH     | UCH     | UCH     | UCH     | UCH     | UCH     | UCH     | UCH     | CC      | CC      | CC      | CC      |

Clubes que ficaram na última posição do campeonato ao final de cada rodada:
| Rodadas | Rodadas | Rodadas | Rodadas | Rodadas | Rodadas | Rodadas | Rodadas | Rodadas | Rodadas | Rodadas | Rodadas | Rodadas | Rodadas | Rodadas | Rodadas | Rodadas | Rodadas | Rodadas | Rodadas | Rodadas | Rodadas | Rodadas | Rodadas | Rodadas | Rodadas | Rodadas | Rodadas | Rodadas | Rodadas |
| ------- | ------- | ------- | ------- | ------- | ------- | ------- | ------- | ------- | ------- | ------- | ------- | ------- | ------- | ------- | ------- | ------- | ------- | ------- | ------- | ------- | ------- | ------- | ------- | ------- | ------- | ------- | ------- | ------- | ------- |
| 1       | 2       | 3       | 4       | 5       | 6       | 7       | 8       | 9       | 10      | 11      | 12      | 13      | 14      | 15      | 16      | 17      | 18      | 19      | 20      | 21      | 22      | 23      | 24      | 25      | 26      | 27      | 28      | 29      | 30      |
| UE      | DCO     | DCO     | DCO     | DCO     | CSL     | CSL     | AUD     | DCO     | ULC     | DCO     | ULC     | ULC     | ULC     | ULC     | ULC     | ULC     | ULC     | ULC     | DCO     | DCO     | DCO     | DCO     | DCO     | DCO     | DCO     | DCO     | DCO     | DCO     | DCO     |

## Resultados
| Mandante \ Visitante | AUD | COB | CSL | CC  | COQ | CDC | IQQ | EVE | HUA | ÑUB | OHI | PAL | UE  | ULC | UC  | UCH |
| -------------------- | --- | --- | --- | --- | --- | --- | --- | --- | --- | --- | --- | --- | --- | --- | --- | --- |
| Audax Italiano       | —   | 2–0 | 0–1 | 1–4 | 0–1 | 4–1 | 2–3 | 1–2 | 0–2 | 0–1 | 2–0 | 1–2 | 1–1 | 2–2 | 2–1 | 1–0 |
| Cobreloa             | 0–3 | —   | 2–1 | 0–1 | 1–0 | 4–1 | 2–2 | 1–2 | 1–1 | 0–1 | 0–4 | 3–1 | 1–0 | 2–0 | 2–2 | 1–3 |
| Cobresal             | 0–1 | 3–2 | —   | 2–2 | 2–3 | 3–0 | 2–1 | 2–1 | 1–2 | 2–2 | 3–1 | 0–2 | 2–2 | 2–1 | 3–1 | 3–3 |
| Colo-Colo            | 2–1 | 0–2 | 2–0 | —   | 2–0 | 0–1 | 3–0 | 4–1 | 2–0 | 2–1 | 2–1 | 2–0 | 2–1 | 3–1 | 1–0 | 0–1 |
| Coquimbo Unido       | 1–1 | 2–1 | 2–0 | 0–0 | —   | 3–1 | 1–2 | 2–2 | 3–1 | 1–0 | 2–0 | 0–0 | 2–2 | 0–0 | 2–0 | 0–1 |
| Deportes Copiapó     | 2–1 | 4–0 | 2–2 | 1–1 | 3–0 | —   | 3–0 | 3–5 | 0–2 | 0–1 | 1–3 | 2–1 | 2–3 | 2–0 | 0–1 | 1–3 |
| Deportes Iquique     | 2–1 | 4–1 | 1–0 | 0–3 | 4–2 | 2–1 | —   | 1–1 | 3–1 | 2–1 | 1–3 | 2–1 | 2–0 | 1–1 | 2–3 | 3–0 |
| Everton              | 2–0 | 2–0 | 3–3 | 0–1 | 1–2 | 1–0 | 1–1 | —   | 1–0 | 3–2 | 1–1 | 0–0 | 3–2 | 0–1 | 0–0 | 1–2 |
| Huachipato           | 0–1 | 1–1 | 0–0 | 1–2 | 3–2 | 2–1 | 2–1 | 1–0 | —   | 1–0 | 1–0 | 2–2 | 2–2 | 0–1 | 0–0 | 0–4 |
| Ñublense             | 1–2 | 6–0 | 1–0 | 3–0 | 0–0 | 1–0 | 2–0 | 1–1 | 3–0 | —   | 2–2 | 0–2 | 0–0 | 0–1 | 1–2 | 1–4 |
| O'Higgins            | 0–5 | 0–3 | 2–2 | 1–0 | 1–1 | 2–0 | 0–3 | 2–1 | 0–0 | 1–3 | —   | 0–1 | 2–2 | 1–1 | 0–2 | 0–4 |
| Palestino            | 2–0 | 5–0 | 3–0 | 2–3 | 2–0 | 3–1 | 2–0 | 1–4 | 2–0 | 1–1 | 4–1 | —   | 0–1 | 0–0 | 0–2 | 2–2 |
| Unión Española       | 3–0 | 3–0 | 2–1 | 0–3 | 1–0 | 5–3 | 4–3 | 4–2 | 3–1 | 5–3 | 0–1 | 2–3 | —   | 0–1 | 1–2 | 0–1 |
| Unión La Calera      | 2–1 | 0–2 | 3–0 | 0–1 | 1–2 | 3–3 | 1–3 | 0–1 | 2–1 | 2–1 | 2–3 | 2–1 | 0–2 | —   | 0–0 | 1–3 |
| Universidad Católica | 0–0 | 4–1 | 2–0 | 0–1 | 1–2 | 4–1 | 2–2 | 2–4 | 4–0 | 0–1 | 3–2 | 1–1 | 0–2 | 2–0 | —   | 1–2 |
| Universidad de Chile | 1–0 | 4–0 | 2–2 | 0–0 | 1–1 | 1–0 | 2–2 | 1–1 | 2–1 | 0–0 | 1–0 | 1–0 | 2–0 | 1–0 | 1–2 | —   |

## Premiação
| Campeonato Chileno de Futebol de 2024 Primeira Divisão | Campeonato Chileno de Futebol de 2024 Primeira Divisão |
| ------------------------------------------------------ | ------------------------------------------------------ |
| Colo-Colo Campeão (34.º título)                        |                                                        |